# Polygon
Polygon — американский веб-сайт, специализирующийся на рецензировании компьютерных игр, а также освещении новостей игровой индустрии. Открыт организацией Vox Media 24 октября 2012 года.

## История
Игровой сайт Polygon открыт 24 октября 2012 года американской компанией Vox Media. Сайт основан на архитектуре другого сайта компании The Verge, открытый годом ранее, позиционируемый как спортивный блог сети SB Nation до окончательного формирования Vox Media.
Для начала работы над сайтом Джим Банкофф, генеральный директор Vox Media, в 2011 году начал сотрудничество с главным редактором Joystiq Кристофером Грантом. Для быстрого привлечения аудитории (от 18 до 49 лет) Банкофф отобрал игры согласно вертикальной маркетинговой системе, принимая во внимания и игры, затрагивающие растущий мобильный рынок компьютерных игр и различных социальных сетей. «Forbes» описали действия Банкоффа как «серьезную претензию на долю в современной игровой журналистике».

## Содержание
На сайте публикуются новости игровой индустрии, новости различных мероприятий и выставок, рецензии и обзоры. Редакторы сайта, как указано в источнике, стремятся выделить свой контент среди других сайтов игровых новостей, сосредоточив внимание на людях, разрабатывающих игры и в них играющих, а не только на самих играх.